# Sindrome X cardiaca
La sindrome X cardiaca è un'angina caratterizzata dal dolore toracico da sforzo con test da sforzo positivo per sottolivellamento del tratto ST e diminuzione del flusso sanguigno al tessuto cardiaco, con coronarie anatomicamente normali
La sindrome X cardiaca è anche detta angina microvascolare (AMV) se ci sono evidenze di disfunzione microvascolare coronarica; tale diagnosi è possibile se non vi è alcuna patologia specifica, precedentemente nota, a livello sistemico e/o cardiaco, potendo in tal caso parlare di AMV primaria.
L'angina a coronarie sane va distinta in:
1. Angina cronica-stabile, che comprende l'angina da sforzo e l'angina mista (escludendo il vasospasmo), è la condizione che viene comunemente denominata Sindrome X cardiaca
2. Angina acuta-instabile, che comprende l'angina a riposo e l'angina ingravescente (escludendo il vasospasmo e il tromboembolismo), è di difficile differenziazione dalla sindrome coronarica acuta, dalla quale può differenziarsi oltre che per le coronarie epicardiche normali, per la presenza alla coronarografia di un basso flusso (slow flow) evidenziato da un lento lavaggio del mezzo di contrasto dalle coronarie.

Vengono esclusi da tale diagnosi i pazienti con spasmo coronarico, diabete mellito, ipertensione arteriosa severa e ipertrofia del ventricolo sinistro
Alcuni studi hanno rilevato in pazienti affetti da sindrome X cardiaca un aumentato rischio di altri disordini vasospastici, come emicrania e fenomeno di Raynaud. È trattata con beta-bloccanti e calcio-antagonisti come nifedipina, verapamil e diltiazem.
Normalmente ha una prognosi favorevole.
È una diagnosi distinta dall'Angina di Prinzmetal.